# 住宅地区改良事業
住宅地区改良事業（じゅうたくちくかいりょうじぎょう）は、主に老朽木造住宅密集市街地の整備を行う日本の公共事業。国の対策において老朽住宅は自主建替を促進することを基本としているが、特に不良住宅が密集し狭隘路が多く、狭小敷地や未接道敷地が多いなど、自主建替が見込めない地域において限定的にこの事業を活用することで、効率的かつ効果的な老朽住宅密集市街地整備を進め、その防災性及び住環境の向上を図っている。
戦前期に制定された不良住宅地区改良法（昭和2年3月30日公布、同7月15日施行。改正昭和26年法律第220号）から引き継いだ住宅地区改良法（昭和35年法律第84号）、および住宅地区改良法施行規則により実施されている。

## 事業実施例
戦前期の不良住宅地区改良事業としては、大阪市営下寺・日東改良住宅の建設や、東京府猿江裏町不良住宅地区改良事業、また地方改善地区整備事業などが実施されてきた。
東京都では区部に関するものだけでも、 高見沢邦郎他「東京区部における住宅地区改良事業候補地区の変容実態について」（日本建築学会計画系論文報告集第377号、昭和62年7月）にあるとおり、相当数の住宅地区改良を行っている。2009年度（平成21年度）には板橋区と都市再生機構とで行っていた大谷口上町住宅改良計画が事業終了した。
大阪市では、西成区の長橋地区（長橋2丁目、1997年度（平成9年度）～2025年度（令和7年度）終了予定)と旭地区（旭3丁目、2002年度（平成12年度）～2024年度（令和6年度）終了予定）を実施している。また、生野区の南部地区整備事業など多数ある。
京都市では1960年（昭和35年）制定の住宅地区改良事業に先行して、1950年（昭和25年）に初めての改良住宅24戸を市内の錦林地区に完成させた。特に不良・危険住宅が密集していたのは地区西部の東西町や末広町西部などだったが、その後も1954年（昭和29年）に養正地区、1956年（昭和31年）には崇仁地区に市営住宅を完成させ、住宅供給を次々実施していった。1957年（昭和32年）からは京都市域の北西部に位置する千本（楽只・鷹峯地区）で住宅環境改善及び整備を開始。楽只市営住宅第1, 2, 4棟を公営住宅法で建設に着手し、残りは住宅地区改良事業などによって実施し始めた。1958年（昭和33年）に楽只市営住宅第1棟が完成。1966年（昭和41年）には地区外用地でも実施。これは危険住宅であっても住宅地区改良事業法の対象であると行政が判断し不良住宅を買収・除却した後に改良住宅を建設するクリアランス方式であり、数年先でないと事業対象にならないため、より早く事業を進めるために地区外用地を先行取得するよう求められ、鷹峯木ノ畑町に地区外用地を確保し建設に至った。こうして京都市内では地区外での市営改良住宅建設として初めての鷹峯市営住宅第1棟が竣工（2020年11月1日に用途廃止。住民は楽只市営住宅第24棟に移転）。ここには，不良・危険・過密住宅が密集していた地区の中心である末広町・仲ノ町・松並町の住民が移転入居した。入居に際しては初めて公開抽選方式が採用された。また事業の過程においては当該地区にある佛教大学をはさんで地区北側へも用地を確保し、その結果、京都市は現在までに北部鷹峯地区に建てられている4棟130戸を含む18棟、500戸の市営改良住宅と建替え住宅1棟24戸を建設している。その他、東山区の三条鴨東住宅地区改良事業、下京区の崇仁住宅地区改良事業などがある。
福岡県大牟田市では、炭鉱閉山に伴う炭鉱住宅からの退去を迫られた住宅困窮者のために、住宅地区改良法に準ずる要項に基づく「炭住等地区改良事業」が行われている。
その他は、以下のとおり。
- 須賀川市和田池住宅地区改良事業
- 横浜市新山下住宅地区改良事業計画,
- 横浜市中村町5丁目住宅地区改良事業,
- 滋賀県十里小規模住宅地区改良事業
- 芦屋市若宮地区住宅地区改良事業
- 具志川市安慶名地区住宅地区改良事業
- 小樽市真栄改良住宅
- 下関市竹崎改良住宅（市街地住宅。いくつかの街区に複数の市街地住宅が建ち並び、実質的には再開発事業を思わせる内容の市街地住宅群を形成）
- 和歌山県海南駅前改良住宅
- 尼崎市東園田町8丁目改良住宅
- 坂出人工土地

このほか、小規模住宅地区改良事業（地域住宅交付金基幹事業）がある。「住宅地区改良事業等対象要綱」「住宅地区改良法施行令」の対象地区要件は不良住宅戸数15戸のものから事業がなされていたが、大規模災害の復興のために活用する場合、小規模住宅地区改良事業の拡充が講じられ、過疎地域における激甚災害の復興のための事業では、対象地区要件を緩和し5戸としている。これは、大規模地震等の被災者が慣れ親しんだ地域コミュニティの中で暮らし続けられるよう、住宅の供給と住環境整備を一体的に推進するための措置である。